# HD 23594
HD 23594，又名BD+56 846，SAO 24244、HR 1161，是一颗恒星，视星等为6.46，位于銀經145.3，銀緯2.19，其B1900.0坐标为赤經3h 41m 21s，赤緯+56° 2.19′ 37″。